# Kyzyl-Tuu
Kyzyl-Tuu is een dorp in de oblast Issyk-Kul in Kirgizië. Met een bevolking van 1.703 mensen in 2021 is Kyzyl-Tuu een relatief klein dorp, maar het speelt een belangrijke rol in de lokale gemeenschap.